# Mastophora alachua
Espèce
Mastophora alachua est une espèce d'araignées aranéomorphes de la famille des Araneidae.

## Distribution
Cette espèce est endémique de Floride aux États-Unis,.

## Description
Les mâles mesurent de 1,6 à 1,7 mm et les femelles de 8,0 à 9,2 mm.

## Étymologie
Son nom d'espèce lui a été donné en référence au lieu de sa découverte, le comté d'Alachua.

## Publication originale
- Levi, 2003 : The bolas spiders of the genus Mastophora (Araneae: Araneidae). Bulletin of the Museum of Comparative Zoology, vol. 157, no 5, p. 309-382 (texte intégral).